# Dimitrie Leonida (metropolitana di Bucarest)
Dimitrie Leonida, precedentemente nota come IMGB, è una stazione della linea M2 della metropolitana di Bucarest, situata a sud della città. È dedicata all'ingegnere rumeno Dimitrie Leonida.

## Storia e descrizione
La stazione è stata originariamente costruita per trasportare i lavoratori alle acciaierie Kvaerner IMGB. Dopo la chiusura dell'industria pesante nel 2006 la stazione ha avuto comunque un notevole traffico per via della vasta area residenziale intorno, facente parte principalmente della municipalità di Popești-Leordeni. Oggi è usata per la maggior parte dai pendolari che lavorano nel centro della città di Bucarest.
La stazione è stata aperta il 24 gennaio 1986 come parte del tratto inaugurale della linea, da Piața Unirii a Depoul IMGB (ora Berceni).
Chiamata inizialmente IMGB per via del blocco industriale lì vicino chiamato Întreprinderea de mașini grele București, nel 2009 la stazione ha cambiato nome in Dimitrie Leonida dopo alcuni dibattiti pubblici.